# アンドレ・レジューヌ
アンドレ・レジューヌ（André Lejeune、1935年7月4日 - 2009年9月9日の夜ないし、10日）は、フランスの政治家。フランス社会党所属。クルーズ県出身。
1978年から1998年までクルーズ県の県庁所在地ゲレ市の市長を務めた。また1980年から1981年、1981年から1993年、1998年から死去するまでクルーズ県1区選出議員として上院議員を3期務めた。